# Subaru BRZ
Subaru BRZ — компактне спортивне двохдверне чотиримісне задньопривідне купе, розроблене і вироблене спільно компаніями Subaru та Toyota, офіційно представлено в грудні 2011 року на Токійському автосалоні.

## Перше покоління (ZC6)

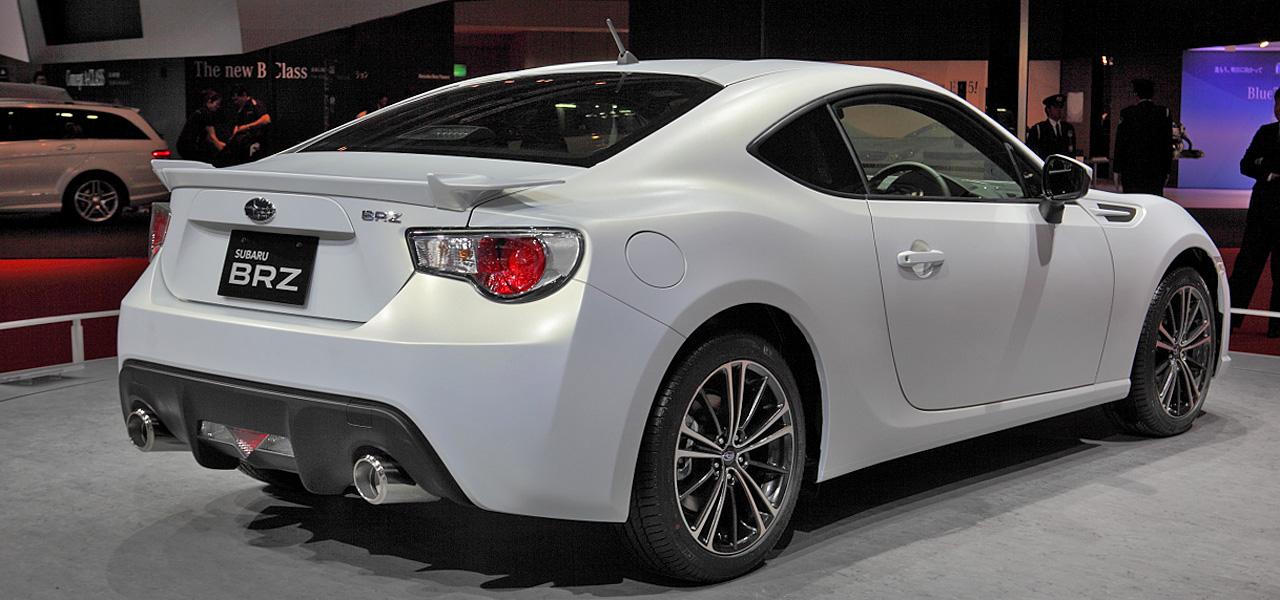
Subaru BRZ

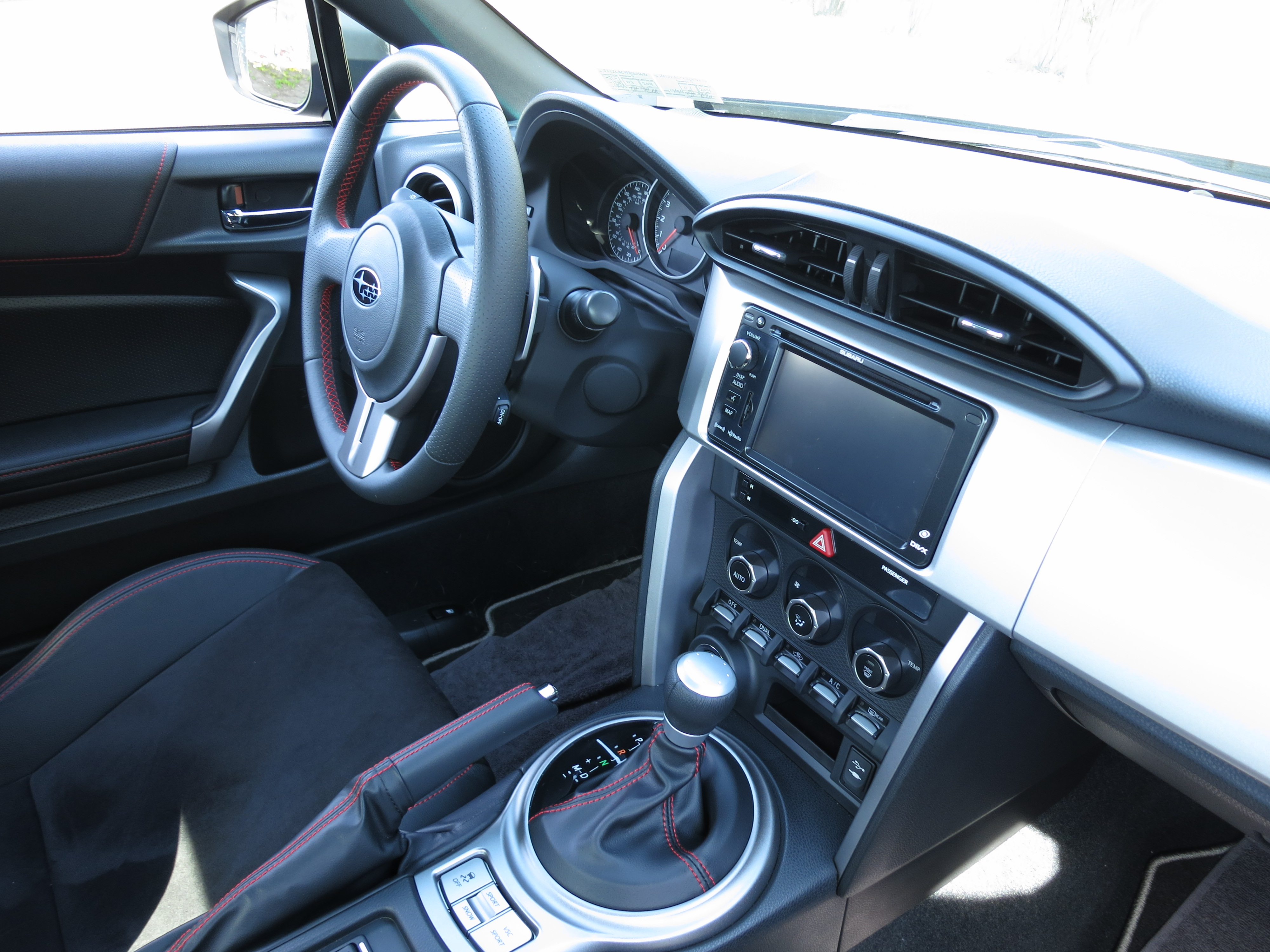

Купе чотирициліндровим оппозитним бензиновим двигуном з прямим впорскуванням палива робочим об'ємом 2,0 л, потужністю 200 к.с. при 7000 об/хв, 205 Нм при 6400–6600 об/хв. За основу двигуна узятий блок Subaru FB20, головка блоку циліндрів Toyota D-4S. Агрегатується з шестиступінчастими автоматичною або механічною трансмісіями. Заради зниження маси автомобіля капот виконаний з алюмінію.
На початку грудня 2011 року компанія Subaru представила спорткар Subaru BRZ GT300, створений спеціально для гонок. Автовиробник Subaru мінімізував відмінності між серійної BRZ і версією GT300. А це означає, що серійна версія Subaru BRZ легко піддається тюнінгу. Новий гоночний спорткар BRZ GT300 з 2012 року змагатиметься в японській серії SUPER GT в класі GT300 і замінить на цих змаганнях Legacy B4. Відмінності цієї серії в обмеженні максимальної потужності спорткарів до 300 к.с.
Subaru BRZ 2018
Запропонований виключно як купе з невеликими задніми сидіннями.  У 2018 році покращені інформаційно-розважальна і навігаційна системи. Представлена високопродуктивна модель BRZ tS. Має 18-дюймові колеса і покращене керування.
Сотні купе досягає за 7,6 секунд.  Як альтернатива пропонується шестиступінчаста автоматична коробка передач з механічним режимом, з яким їхати набагато драйвовіше. Також налаштуваний контроль стабільності таким чином, щоб водій відчував заніс задньої частини автомобіля перед тим, як система втрутиться у процес.
Моделі Limited і tS пропонують унікальні показники продуктивності, які відображаються на 4,2-дюймовому багатофункціональному LCD дисплеї, який знаходиться праворуч від тахометра. Водій може перевірити: позицію педалі газу, гальмівну потужність, кут керма, температуру води і масла.

### Двигун
- 2.0 л FA20 H4 200–207 к.с.

## Друге покоління (ZC8)

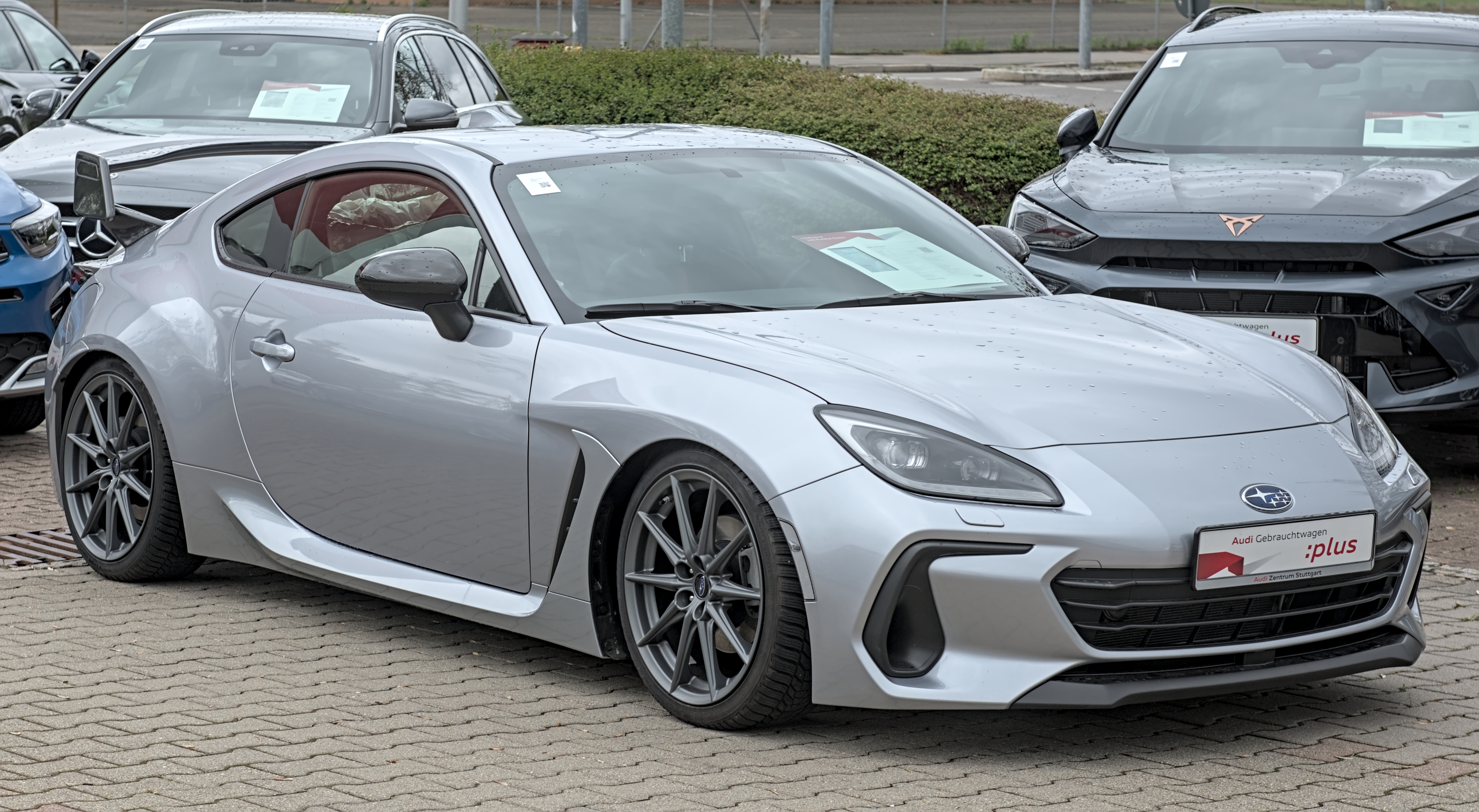
Subaru BRZ (3BA-ZD8)

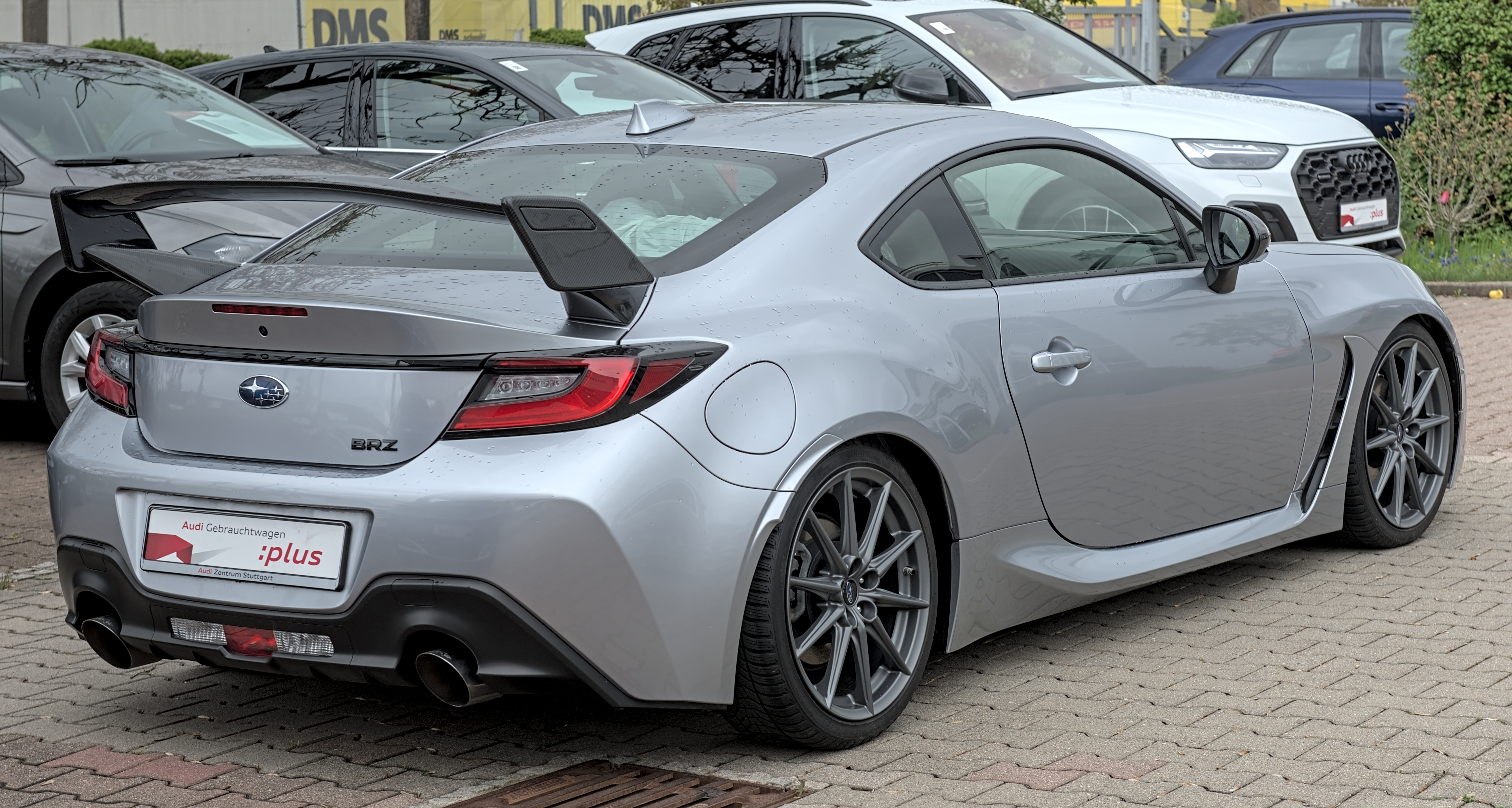

BRZ другого покоління дебютував 18 листопада 2020 року. Він надійде в продаж у США наприкінці 2021 року. Аналогічна версія Toyota GR86 була представлена 5 квітня 2021 року.

### Двигун
- 2.4 л FA24 H4 231–235 к.с.